# Leptogramma rupestris
Leptogramma rupestris là một loài dương xỉ trong họ Thelypteridaceae. Loài này được Klotzsch mô tả khoa học đầu tiên.
Danh pháp khoa học của loài này chưa được làm sáng tỏ. 